# 朱瑞雯
朱瑞雯（英語：Joanne Chu Shui-man，1976年或1977年—），香港公務員，現任旅遊事務副專員，曾擔任香港駐紐約經濟貿易辦事處處長。她在香港屯門區長大，並曾入讀妙法寺劉金龍中學及香港大學。及後，她於2001年9月加入香港政府
。她在2014年時曾出任政制及內地事務局助理秘書長，負責協助局方草擬2016年及2017年香港政治制度改革，而政改及後則引發雨傘革命。在2017年7月31日，她接替柏嘉禮出任香港駐紐約經濟貿易辦事處處長。她致力向美國社會各界宣傳香港經濟及社會環境未有受雨傘革命破壞，並鼓勵當地民眾到香港考察。在任內，她常與香港駐美總經貿專員麥德偉出席公開活動。她在2020年8月6日卸任處長一職返港。回港後，她曾出任運輸及物流局首席助理秘書長，並在2024年4月獲委任為旅遊事務副專員。
朱已婚，並與丈夫育有一子一女。